# Roraima (stan)
Roraima (wymowaⓘ [ʁoˈɾajmɐ]) – jeden z 26 stanów Brazylii, położony w Regionie Północnym. Od północy graniczy z Wenezuelą, od wschodu z Gujaną, od południa graniczy z brazylijskimi stanami Amazonas i Pará.

## Miasta
Największe miasta w stanie Roraima według liczby mieszkańców (stan na 2013 rok):
| L.p. | Miasto       | Liczba ludności |
| ---- | ------------ | --------------- |
| 1.   | Boa Vista    | 308 996         |
| 2.   | Rorainópolis | 26 326          |
| 3.   | Caracaraí    | 19 696          |
| 4.   | Alto Alegre  | 16 428          |
| 5.   | Mucajaí      | 15 890          |